# وديع الشامي
محمد الشامي ويُعرف أحياناً بوديع الشامي هو مخرج ومؤلف مصري،(ولد 30 أكتوبر 1948 - توفي 27 أكتوبر 1987).

## تعليمه
حصل علي دبلوم المعهد العالي للبالية عام 1970، ودبلوم المعهد العالي للسينما قسم الإخراج عام 1976.

## حياته
بدا حياته الفنية كاتبا للسيناريو والحوار منذ عام 1982 في عدة أفلام بالاشتراك مع سعيد محمد منها (دعوة خاصة جدا) عام 1982، (وألعاب ممنوعة) 1984 أخرج عددا من أفلام التسجيلية منها الفنان والطبيعة عام 1984 والوشم والتلفزيون والقرية عام 1987.

## أعماله السينمائية
1. شقاوة في السبعين 1988 - قصة وسيناريو وحوار وإخراج
2. أجراس الخطر 1986 - إخراج
3. عشرة على عشرة (10 على 10) 1985 - قصة وسيناريو وحوار
4. الثعبان 1984 - قصة وسيناريو وحوار وإخراج
5. ألعاب ممنوعة 1984 - قصة وسيناريو وحوار
6. المحظوظ 1984 - قصة وسيناريو وحوار
7. دعوة خاصة جداً 1982 - سيناريو وحوار

.